# Dohalice
Dohalice (německy Dohalitz) jsou obec v okrese Hradec Králové v Královéhradeckém kraji. Leží zhruba třináct kilometrů severozápadně od Hradce Králové. Žije v nich 439 obyvatel.

## Historie
První písemná zmínka o vesnici pochází z roku 1352, kdy byl prvním majitelem Václav z Dohalic, pravděpodobný zakladatel rodu Dohalských z Dohalic.

## Přírodní poměry
Vesnice stojí ve Východolabské tabuli a protéká kolem ní řeka Bystřice, jejíž tok je ve správním území obce součástí přírodní památky Bystřice.

## Obyvatelstvo
| Rok            | 1869 | 1880 | 1890 | 1900 | 1910 | 1921 | 1930 | 1950 | 1961 | 1970 | 1980 | 1991 | 2001 | 2011 | 2021 |
| -------------- | ---- | ---- | ---- | ---- | ---- | ---- | ---- | ---- | ---- | ---- | ---- | ---- | ---- | ---- | ---- |
| Počet obyvatel | 657  | 668  | 667  | 621  | 661  | 722  | 629  | 449  | 436  | 387  | 353  | 379  | 419  | 457  | 426  |
| Počet domů     | 59   | 63   | 62   | 86   | 86   | 93   | 112  | 119  | 114  | 110  | 111  | 145  | 143  | 154  | 153  |

## Obecní správa
- Dohalice
- Horní Dohalice

### Obecní symboly
Znak a vlajka byly obci uděleny rozhodnutím předsedy Poslanecké sněmovny Parlamentu České republiky dne 31. ledna 2002.

## Doprava
V obci leží železniční zastávka Dohalice ležící na trati 041 z Hradce Králové přes Jičín do Turnova.

## Pamětihodnosti
- Barokní socha Persea z bývalého zámku v Sadové
- Socha svatého Jana Nepomuckého (1838)
- Pseudogotický farní kostel svatého Jana Křtitele (1894–1896) s náhrobky pánů z Dohalic a fara
- Tvrz v Dohalicích přestavěná na barokní sýpku
- Pomník rakouské Knebelovy brigády

## Galerie

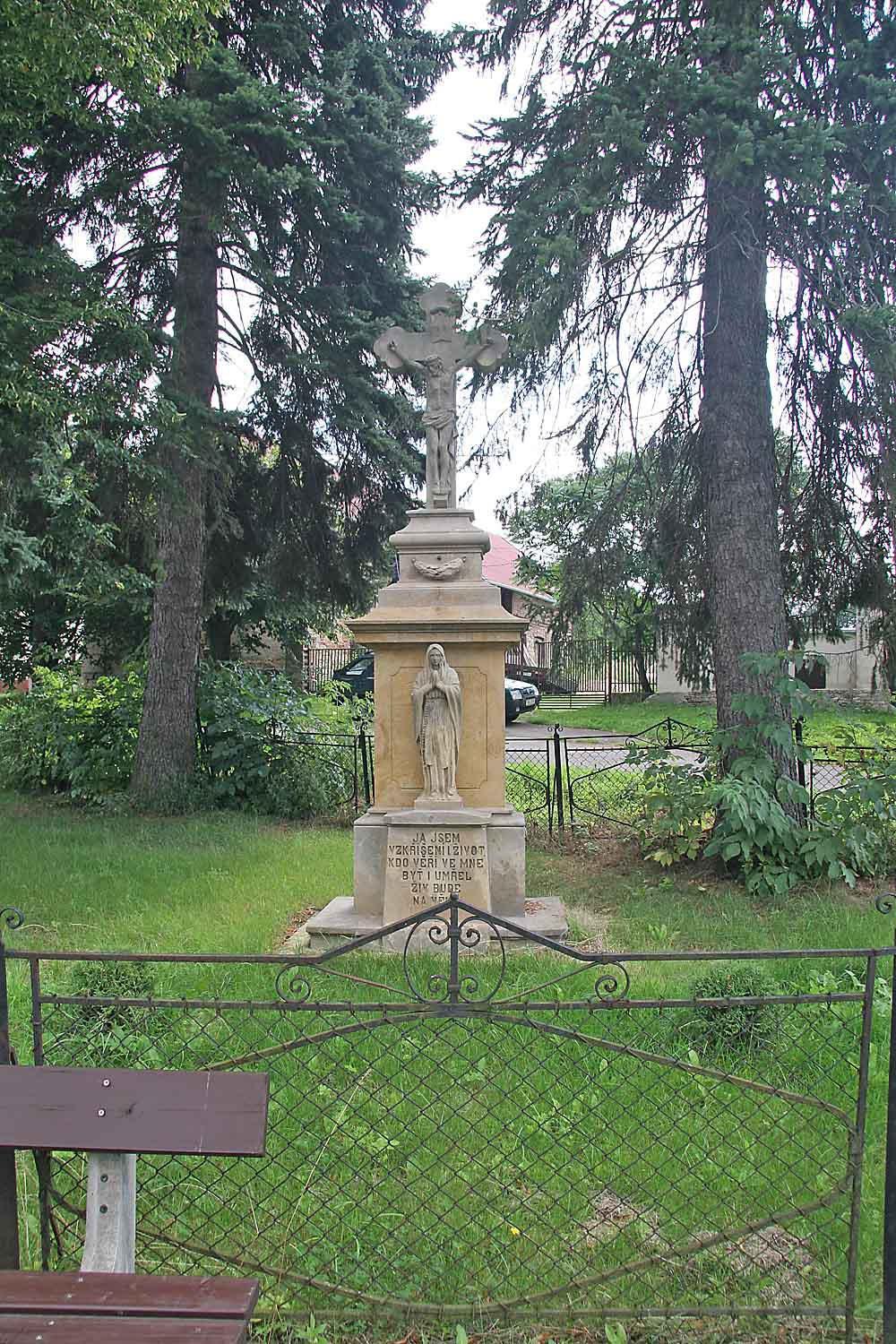
Boží muka
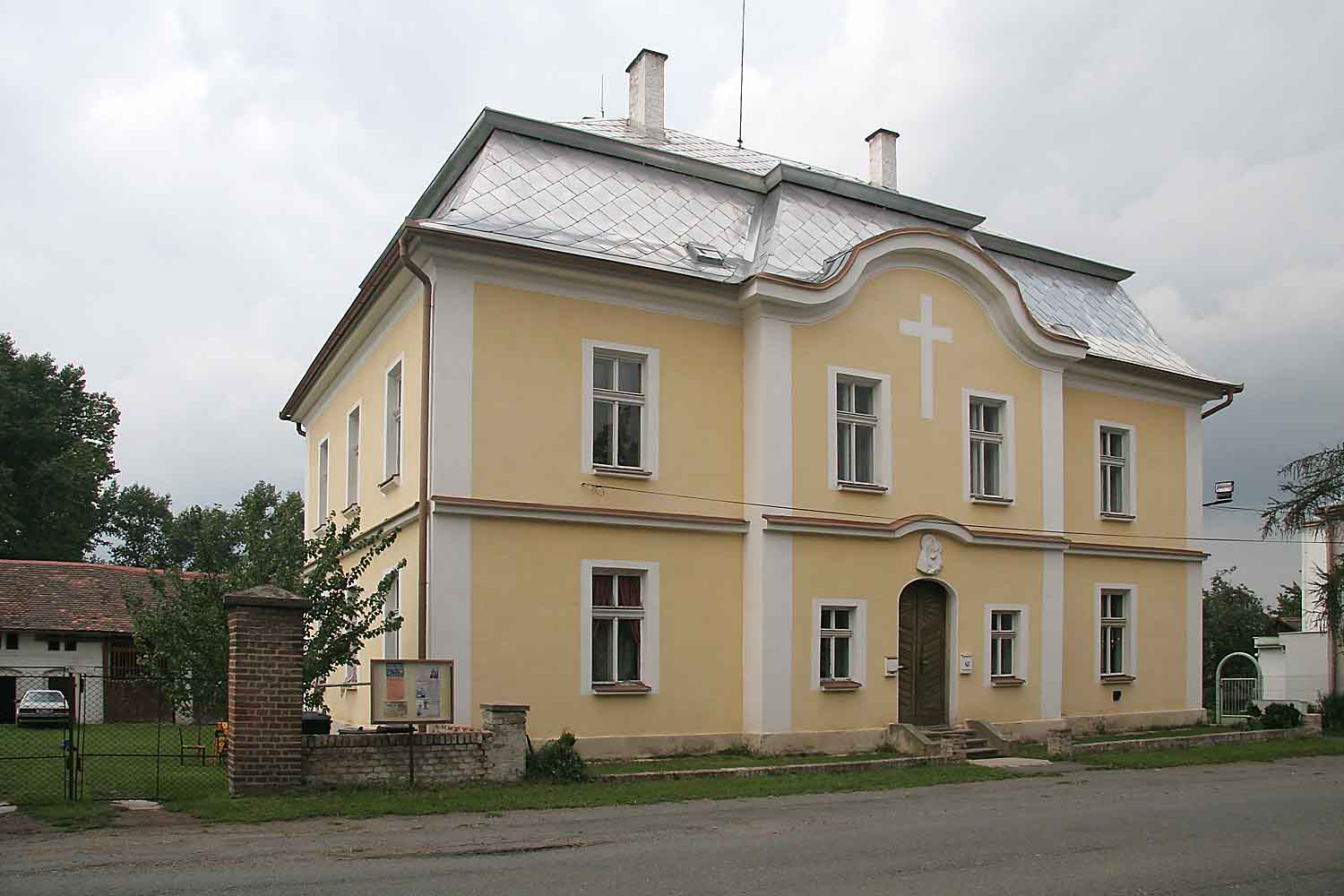
Budova fary u kostela svatého Jana Křtitele
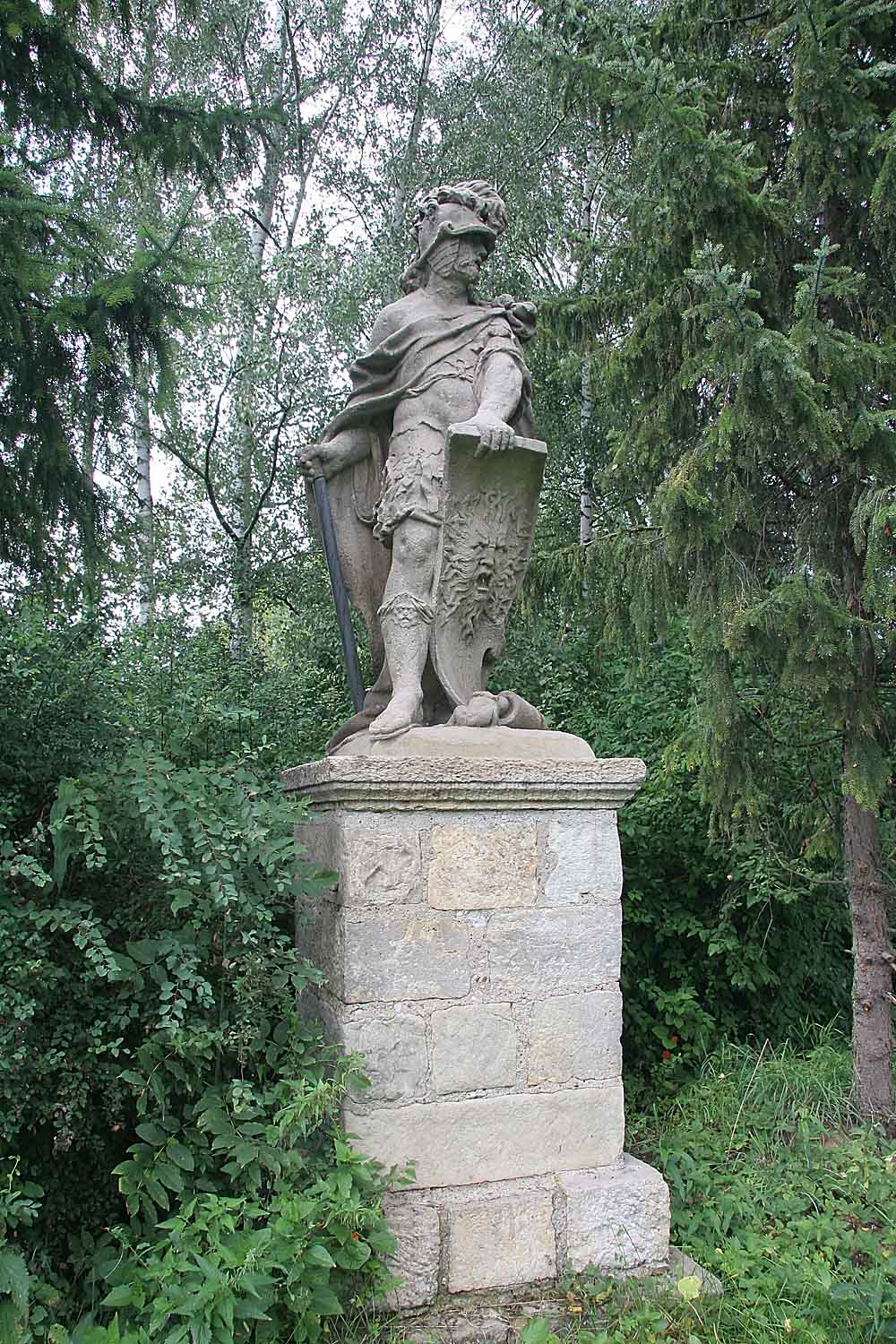
Barokní socha Persea
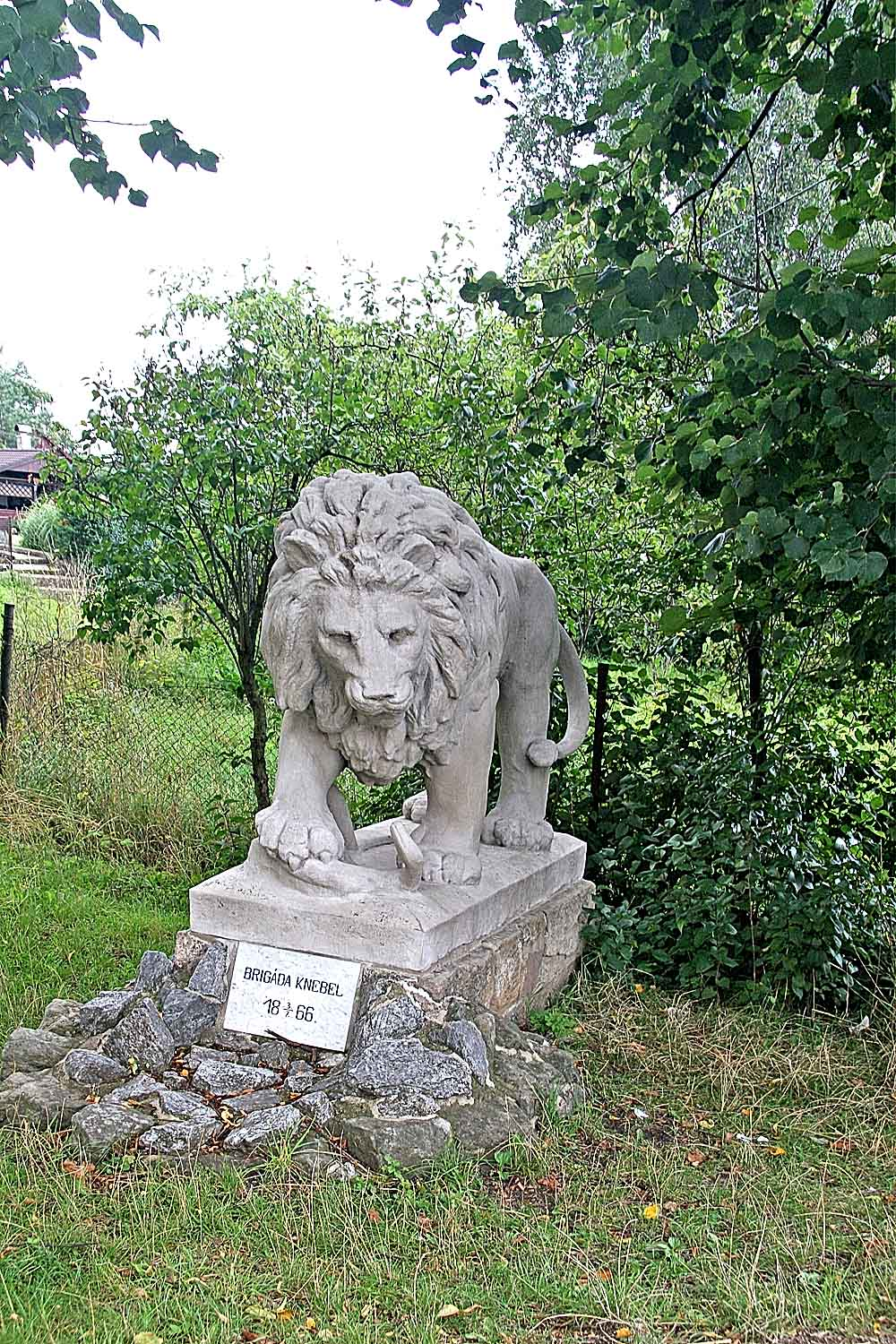
Pomník z války roku 1866
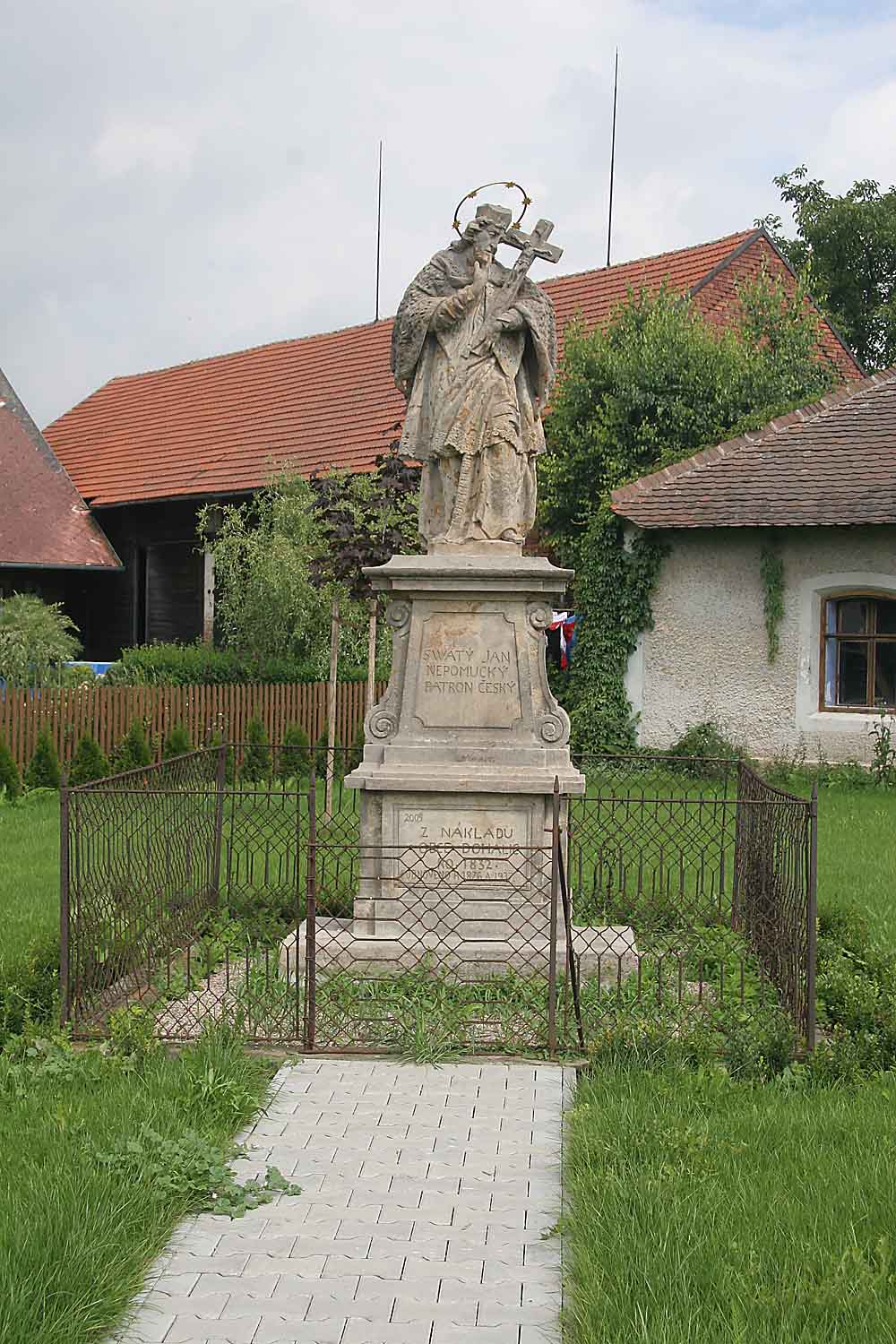
Socha svatého Jana Nepomuckého
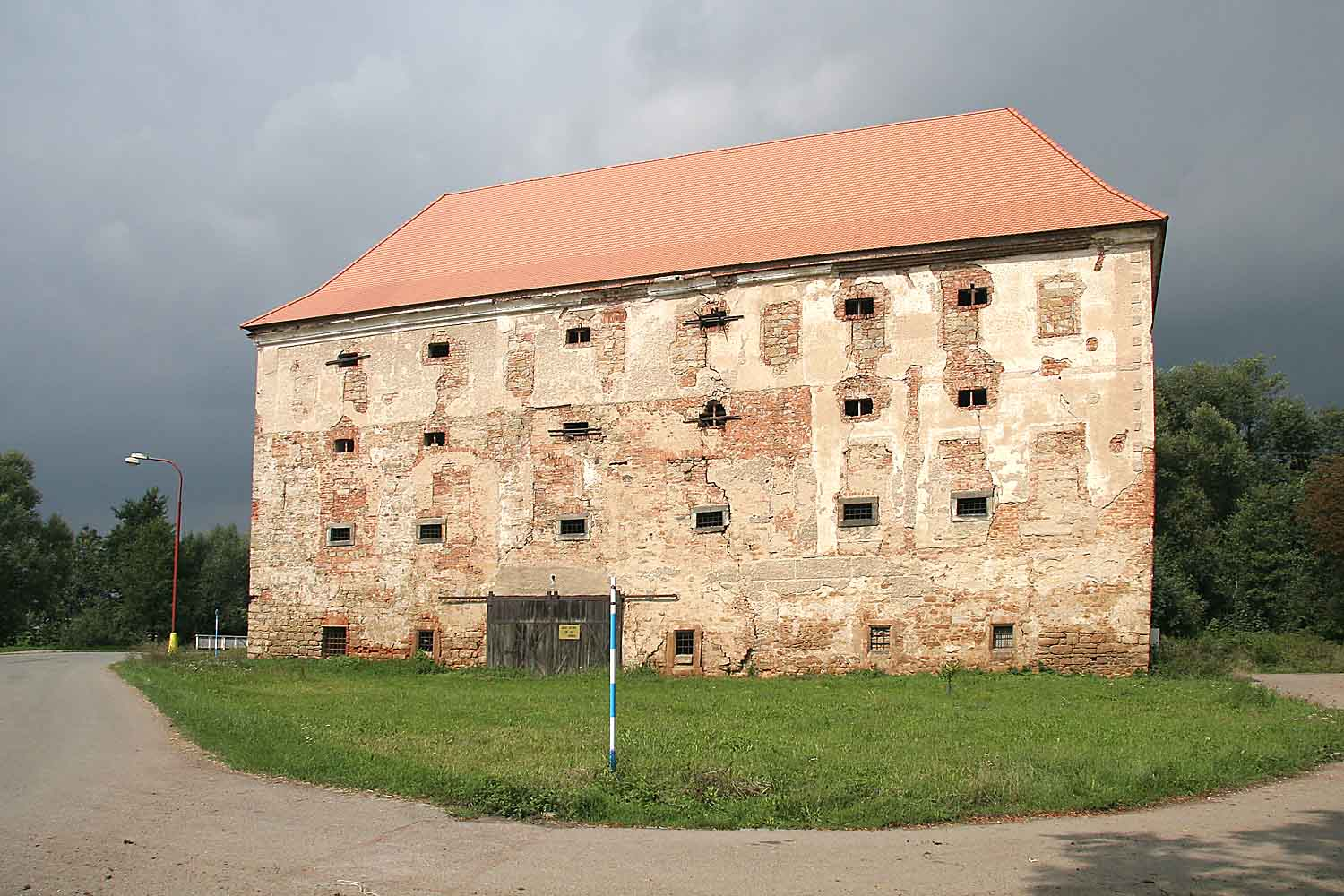
Budova tvrze přestavěná v baroku na sýpku